# Diecezja Paterson
Diecezja Paterson (łac. Dioecesis Patersonensis, ang. Diocese of Paterson) jest diecezją Kościoła rzymskokatolickiego w metropolii Newark w Stanach Zjednoczonych. Swym zasięgiem obejmuje północną część stanu New Jersey. 

## Historia
Diecezja została kanonicznie erygowana 9 grudnia 1937 roku przez papieża Piusa XI. Wyodrębniono ją podczas reorganizacji struktur kościelnych w New Jersey z diecezji Newark, która dzień później podniesiona została do rangi metropolii. Pierwszym ordynariuszem został dotychczasowy biskup pomocniczy Newark Thomas Henry McLaughlin (1881-1947). 

## Ordynariusze
- Thomas Henry McLaughlin (1937–1947)
- Thomas Aloysius Boland (1947–1952)
- James Aloysius McNulty (1953–1963)
- James Johnston Navagh (1963–1965)
- Lawrence Bernard Brennan Casey (1966–1977)
- Frank Rodimer (1977–2004)
- Arthur Serratelli (2004–2020)
- Kevin Sweeney (od 2020)